# Aranga
Aranga là một đô thị ở Galicia, Tây Ban Nha ở tỉnh A Coruña. Đô thị này có diện tích 120,49 km²(46,52 mi²), dân số 2.274 (ước 2004), mật độ dân số 18,87 người/km²(48,88 người/mi²). Đô thị này nằm ở độ cao 262 m, cách La Coruña 40 km, cách Madrid 560 km. Mã số bưu chính của Aranga là 15317
| 1900  | 1930  | 1950  | 1981  | 2004  | 2005  | 2006  |
| ----- | ----- | ----- | ----- | ----- | ----- | ----- |
| 4,710 | 4,980 | 4,618 | 2,723 | 2,274 | 2,264 | 2,230 |

43°14′B 8°01′T / 43,233°B 8,017°T